# 烏薩河 (尼曼河支流)

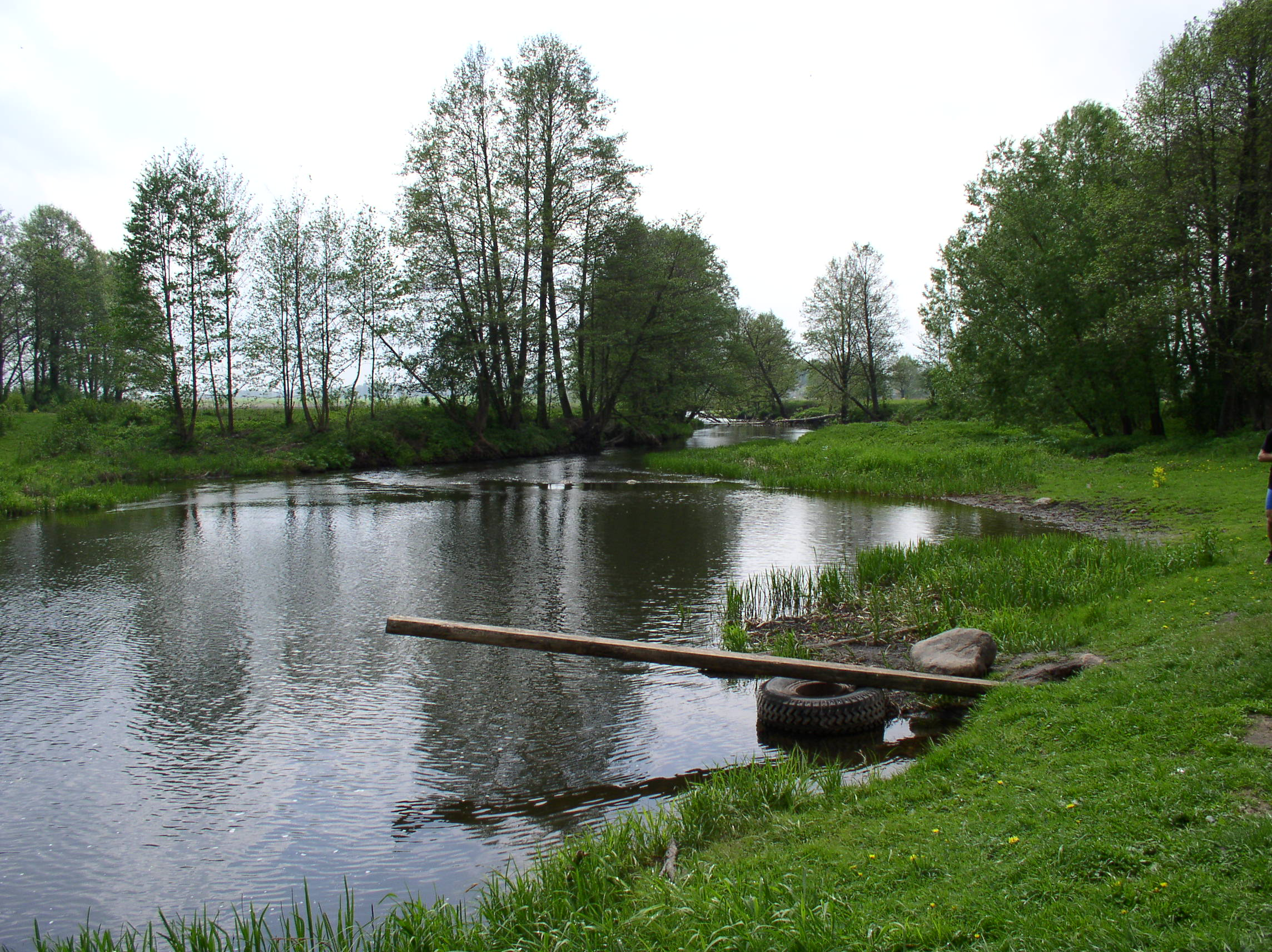
烏薩河

烏薩河（白俄羅斯語：Уса）是白俄羅斯的河流，屬於尼曼河的右支流，河道全長75公里，流域面積665平方公里，流經明斯克高地西南麓，平均流量每秒5立方米。